# Antônio Emiliano de Sousa Castro (filho)
Antônio Emiliano de Sousa Castro (Belém, 15 de agosto de 1875 — Rio de Janeiro, 1 de julho de 1951) foi um médico, professor de doenças tropicais na Faculdade de Medicina e Cirurgia do Pará (da qual seu pai foi fundador) e político brasileiro. Foi eleito governador do Estado do Pará, tendo exercido o cargo de 01 de fevereiro de 1921, após a saída de Lauro Sodré, até 1 de fevereiro de 1925. Durante seu período de governo fundou o primeiro leprosário do Brasil, chamado de Lazarópolis do Prata na comunidade de Santo Antônio do Prata.
Filho do, também médico, Barão de Anajás e de Mirandolina Fernandes de Sousa Castro, foi deputado estadual, deputado federal, governador do Pará e senador da República de 1925 a 1930.